# أوتو هيتزفيلد
أوتو ماكسيميليان هيتزفيلد (7 مايو 1898 - 6 ديسمبر 1990) جنرالًا ألمانيًا خلال الحرب العالمية الثانية. تم إدراجه كمستلم لوسام الفارس الصليبي الحديدي بأوراق البلوط والسيوف من قبل جمعية ألمانيا الغربية لمستلمي الوسام. وهو عم مدرب كرة القدم المتقاعد أوتمار هيتزفيلد. 

## مسار مهني
تلقى هيتسفيلد قيادة فرقة المشاة 102 في أبريل 1943. تمت ترقيته إلى جينيرال لوتنانت في أوائل نوفمبر 1943. ثم تولى قيادة مدرسة المشاة في Döberitz وسلم القيادة مرة أخرى في 1 نوفمبر 1944. أعطي هيتزفيلد قيادة فيلق الجيش السابع والسبعين الذي قاده في معركة الثغرة. تمت ترقيته إلى جنرال المشاة في 1 مارس 1945 وجعل قائدًا عامًا لفيلق الجيش LXVII.

## الجوائز
- الصليب الحديدي (1914) الدرجة الثانية (5 نوفمبر 1915 والدرجة الأولى (5 سبتمبر 1916)) [2]
- مشبك الصليب الحديدي (1939) الدرجة الثانية (25 أغسطس 1940) والدرجة الأولى (15 أغسطس 1941)
- صليب الضباط وسام التاج بالسيوف (22 يونيو 1942)
- وسام الفارس الصليبي الحديدي بأوراق البلوط والسيوف
  - صليب الفارس في 30 أكتوبر 1941 بصفته Oberstleutnant وقائد فرقة المشاة 213 [3] [4]
  - باوراق البلوط 65 في 17 يناير 1942 بصفته Oberstleutnant وقائد فرقة المشاة 213 [5]
  - بالسيوف 158 في 9 مايو 1945 كجنرال دير إنفانتيرى والقائد العام لـ LXVII. Armeekorps [6] [8]

### اقتباسات
1. ↑  "Ottmar Hitzfeld: 5 Fast Facts You Need to Know". Heavy. مؤرشف من الأصل في 2018-11-19. اطلع عليه بتاريخ 2018-01-12.
2. ↑  Thomas 1997, p. 286.
3. ↑  Scherzer 2007, p. 393.
4. ↑  Fellgiebel 2000, p. 228.
5. ↑  Fellgiebel 2000, p. 57.
6. ↑  Fellgiebel 2000, p. 49.
7. ↑  Scherzer 2007, p. 141.
8. ↑  Otto Hitzfeld's nomination was rejected by Major Joachim Domaschk on 30 April 1945 and commented: "This is not a nomination!" (Only leadership and organisational achievements, no personal bravery) he additionally noted: "missing in cauldron AOK 11". The nomination was thus assessed as insufficient as well as postponed according to AHA 44 Ziff. 572. The entry date noted on the nomination list for the higher grades of the Knight's Cross of the Iron Cross is 28 April 1945. The list indicates a note "deferred". The approval cannot be proven. The order commission of the وسام الفارس الصليبي الحديدي (AKCR) handled the case in 1981 and decided: Swords yes, 9 May 1945. The AKCR claims that the award was presented in accordance with the وسام الفارس الصليبي الحديدي. This is illegal according to the Deutsche Dienststelle (WASt) and lacks legal justification. The sequential number "158" and presentation date was assigned by the AKCR. Hitzfeld was member of the AKCR.[7]